# 增生楔

洋壳俯冲的图示。

增生楔（accretionary wedge），也称增生柱（accretion prism）、增生杂岩(accretion complex)，是大洋板块在海沟（板块汇聚边界）处向地幔俯冲时被上盘的大陆板块（非潜没板块）刮削下来的深海沉积物（abyssal sediments或Pelagic sediments）和洋壳碎片（洋底玄武岩），连同岛弧火山喷发碎屑（Trench sediments）堆积到海沟的向陆侧而成。洋壳上的地体也可以缝合过来。例如，3.6亿年前的晚泥盆纪到早石炭纪，北美大陆西岸下面的俯冲带带来了几次地体碰撞，形成几次造山运动，使得北美大陆西岸增加了平均600km宽度。
内部结构为倾向海沟俯冲方向的叠瓦状逆冲岩片依次堆垛。因此年轻的在下，老的在上覆盖。 

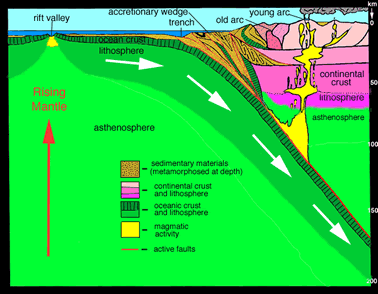
Accretionary wedge (美国地质调查局的概念图示)

板块缝合处，非潜没板块从洋壳上刮下来的残块，称为仰冲（obducte）. 因而洋壳的少量碎块蛇绿岩被保留在陆地上，这提供了对洋壳与俯冲带的宝贵的研究线索。经典例子是加州海岸山脉蛇绿岩，大约形成于中侏罗纪约1.7亿年前，推覆堆积于劳亚大陆边缘。加拿大纽芬兰的格罗斯莫恩国家公园的地表裸露着深海地壳以及地幔形成的岩石。
增生楔处，逆冲断层叠加地震活化（seismicity activating superimposed thrusts）可能驱动天然气与石油从上地壳上升。

## 增生楔列表
- 智利海岸山脉
- 奥林匹克山脉